# با یک نگاه
با یک نگاه (ایتالیایی: Colpo d'occhio) فیلمی ایتالیایی به کارگردانی سرجو روبینی است که در سال ۲۰۰۸ منتشر شد. از بازیگران آن می‌توان به ریکاردو اسکامارچو، سرجو روبینی و ویتوریا پوچینی اشاره کرد.
در سال ۲۰۰۸ میلادی، ریکاردو اسکامارچو بابت ایفای نقش در این فیلم، برندهٔ «جایزهٔ فلایانو» برای «بهترین بازیگر» شد.